# Nesobolus toroanus
Nesobolus toroanus är en mångfotingart som beskrevs av Chamberlin 1918. Nesobolus toroanus ingår i släktet Nesobolus och familjen Rhinocricidae. Inga underarter finns listade i Catalogue of Life.